# 集结号
《集结号》是以第二次国共内战和朝鲜战争为题材的中國電影，导演為冯小刚，张涵予主演。2007年12月18日在北京工人体育场首映。
本片係根据中國大陸作家杨金远的小说《官司》改编。杨金远曾明确地表示，小说最初的靈感就來自一名河北退伍老兵常孟兰的故事。

## 剧情
電影起始為1948年国共内战三大戰役中的淮海战役。主角谷子地是中国人民解放军中原野战军独立二师一三九团三营九连的连長。在汶河阻击战中，团长刘泽水命令谷連長為斷後部隊，听到集结号后才可撤退。
谷子地率领不到半个连的47人拖住兵力若干倍的国军85军254師1部并击退其三次进攻。但九连自身也死傷慘重，谷子地因为炮弹爆炸听力受损。一部分战士认为九连已经完成了打阻击的任务，为了避免被敌全歼应该主动撤退，另一部分战士则坚持没有听到后方团部吹响的集结号就不能撤退。最终該連代理指導員王金存向连长谷子地证实后方没有吹响集结号，谷子地决定堅持繼續奮勇殺敵，最後九连除连长谷子地外全连阵亡。谷子地则昏迷后因身穿国军军装被解放军误认为是俘虏送往后方医院。
谷子地冒充当过炮兵从医院回到了解放军，由於战事连绵，部队多次改编，无从找到原部队并证实死去战友的战功（记录上，該次战斗的牺牲者都是失踪）。谷子地对炮兵连长赵二斗倾述后，赵以為谷是不願返鄉的蔣軍，發予幾個銀洋，打算將之遣走，谷的一番说辞令赵改变了主意，将他以炊事兵身份留在部队，後派當赵二斗之傳令兵。該营后来赴朝鲜半島參加朝鲜战争，谷子地在韓國江原道橫城郡捨身拯救误踩地雷的赵二斗，确保其完成炮击重要桥梁的任务，但谷子地右眼也被地雷炸瞎，赵二斗非常感激，尊谷子地为大哥。
战后，谷子地继续查找原部队和战友尸骨。藉著已晉升团长的赵二斗之帮助终于找到了原部队的消息。他在烈士陵园见到了原团部司号员小梁子，梁現在是已牺牲的刘泽水所葬烈士陵园的管理处主任。司号员告訴了他真相，谷子地才知道由于阻击部队牵制住了大量敌军，为了掩护主力部队转移，吹集结号的命令始終不曾下達。
若干年后，谷子地终於找到原团，证实了他及戰友們的战斗经历，也找到他藏放他們尸骨的煤洞。通過军区的认可，所有47名牺牲战士被追认为革命烈士，九连全部官兵被授予解放奖章，並在他们曾经战斗的地方矗立一个纪念碑，告慰了谷子地所部官兵在天之靈。谷子地也得償所望，遲來的撤退集結號最終由原团部司号员在碑前揚起。

## 角色
| 演員   | 角色 |
| 张涵予 | 谷子地（9连连长），1917年生，1987年病死於汶河縣療養醫院，享年七十。是9連中在汶河阻擊戰中唯一的倖存者。 其本为孤儿，被一名鞋匠于一片谷子地中所寻得，故得名“谷子地”。 |
| 邓 超  | 赵二斗（炮兵连长，收編谷子地作他的兵，在抗美援朝戰爭時被谷子地救了一命，並以義父之禮待之。後與孫桂琴結婚。                                                            |
| 袁文康 | 王金存（9连代理指导员），後戰死，為孫桂琴前夫。 |
| 汤 嬿  | 孙桂琴（王金存妻，王金存牺牲后与赵二斗结婚） |
| 廖 凡  | 焦大鹏（9连1排排长），戰死 |
| 王宝强 | 姜茂财（9连狙击手），戰死 |
| 胡 军  | 特别演出 刘泽水（139团团长），下令不吹集結號讓9連撤退，後戰死朝鮮半島战场                                                                                         |
| 任 泉  | 特别演出 孙指导员（9连指导员，阻击战之前已牺牲） |
| 胡 明  | 小梁子（139团团部司号员），原本要吹集結號的人 |
| 李乃文 | 吕宽沟（9连爆破手），戰死 |
| 傅 亨  | 罗广田（9连機槍手），戰死 |
| 赵少康 | 孟士林(老刺猬)（9连副排長），戰死 |

## 拍摄
2004年韓國電影《太極旗飄揚》取得重大成功，其爆破場面逼真令人震撼，因此馮小剛導演特別邀得部分《太極旗飄揚》的幕後制作團隊參與《集結號》的拍攝。兩部電影的題材皆關於中韓兩國於第二次世界大战後因意識形態分歧下所導致的慘烈內戰，分別是1946至1949年第二次国共内战及1950至1953年朝鲜战争。

## 獲獎記錄
| 第29屆百花獎         | 最佳故事片     | 獲獎 |
| 第29屆百花獎         | 最佳導演       | 獲獎 |
| 第29屆百花獎         | 最佳男主角     | 獲獎 |
| 第29屆百花獎         | 最佳男配角     | 獲獎 |
| 第45屆金馬獎         | 最佳劇情片     | 提名 |
| 第45屆金馬獎         | 最佳男主角     | 獲獎 |
| 第45屆金馬獎         | 最佳改編劇本   | 獲獎 |
| 第45屆金馬獎         | 最佳視覺效果   | 提名 |
| 第45屆金馬獎         | 最佳動作設計   | 提名 |
| 第45屆金馬獎         | 最佳音效       | 提名 |
| 第28屆香港電影金像獎 | 最佳亚洲电影   | 獲獎 |
| 第27屆金鸡奖         | 最佳故事片     | 獲獎 |
| 第27屆金鸡奖         | 最佳导演       | 獲獎 |
| 第27屆金鸡奖         | 最佳摄影       | 獲獎 |
| 第27屆金鸡奖         | 最佳音乐       | 獲獎 |
| 第13屆中國電影华表奖 | 优秀故事片奖   | 獲獎 |
| 第13屆中國電影华表奖 | 优秀导演奖     | 獲獎 |
| 第13屆中國電影华表奖 | 优秀男演员奖   | 獲獎 |
| 第13屆中國電影华表奖 | 优秀电影音乐奖 | 獲獎 |

## 書籍
| 出版日期 | 書名     | 作者   | 出版社   | ISBN               |
| -------- | -------- | ------ | -------- | ------------------ |
| 2007年   | 《官司》 | 楊金遠 | 湖南文藝 | ISBN 9787540440312 |